# Montchal
Montchal é uma comuna francesa na região administrativa de Auvérnia-Ródano-Alpes, no departamento de Loire. Estende-se por uma área de 8,84 km². Em 2010 a comuna tinha 496 habitantes (densidade: 56,1 hab./km²).